# Albert Crusat
Albert Crusat Domènech (Barcelona, 13 mei 1982) is een voormalige Spaans profvoetballer. Hij speelt sinds 2011 als aanvallende middenvelder bij Wigan Athletic.

## Clubvoetbal
Crusat begon als clubvoetballer in 1993 bij UE Rubí.In 1996 kwam hij bij de jeugdopleiding van RCD Espanyol. Crusat doorliep de diverse jeugdteams en hij debuteerde uiteindelijk op 2 september 2002 in het eerste elftal van de club in de competitiewedstrijd tegen Real Madrid. Crusat miste een deel van het seizoen 2002/2003 als gevolg van een gebroken sleutelbeen. Nadat hij hiervan was hersteld, kreeg de middenvelder weinig speeltijd onder trainer Javier Clemente, die in de loop van het seizoen Juande Ramos had opgevolgd. Crusat vertrok daarom in 2003 bij Espanyol. Na seizoenen bij Rayo Vallecano ( 2003–2004 en UE Lleida (2004–2005), werd hij in 2005 gecontracteerd door UD Almería. Bij deze club kende hij een succesvolle periode. Crusat werd een vaste waarde voor UD Almería. In 2007 werd promotie bereikt van de Segunda División A naar de Primera División en in 2011 haalde de club de halve finales van de Copa del Rey. In augustus 2011 vertrok Crusat naar het Engelse Wigan Athletic.

## Nationaal elftal
Crusat won in 1999 met het Spaans nationaal elftal het EK Onder-17.

## Erelijst
Wigan Athletic
- FA Cup

2013